# Boarmia subpictilis
Boarmia subpictilis là một loài bướm đêm trong họ Geometridae.